# Wyspa Portowa
Als Wyspa Portowa wird in jüngerer Zeit eine Insel an der Danziger Bucht in der Stadt Gdańsk (Danzig), Woiwodschaft Pommern, Polen, bezeichnet. Nach 1945 lautete der polnische Name Wyspa Stogi, in der Übersetzung bedeuten die Namen Hafeninsel, nach dem seit den 1970er Jahren entstandenen Nordhafen, bzw. Heubuder Insel nach dem Hauptort Heubude (Stogi). Als Teil der Danziger Nehrung hieß diese Insel vor 1945 nur Die Nehrung. Von historischer Bedeutung sind die Halbinsel Westerplatte und die Festung Weichselmünde.

## Geografie

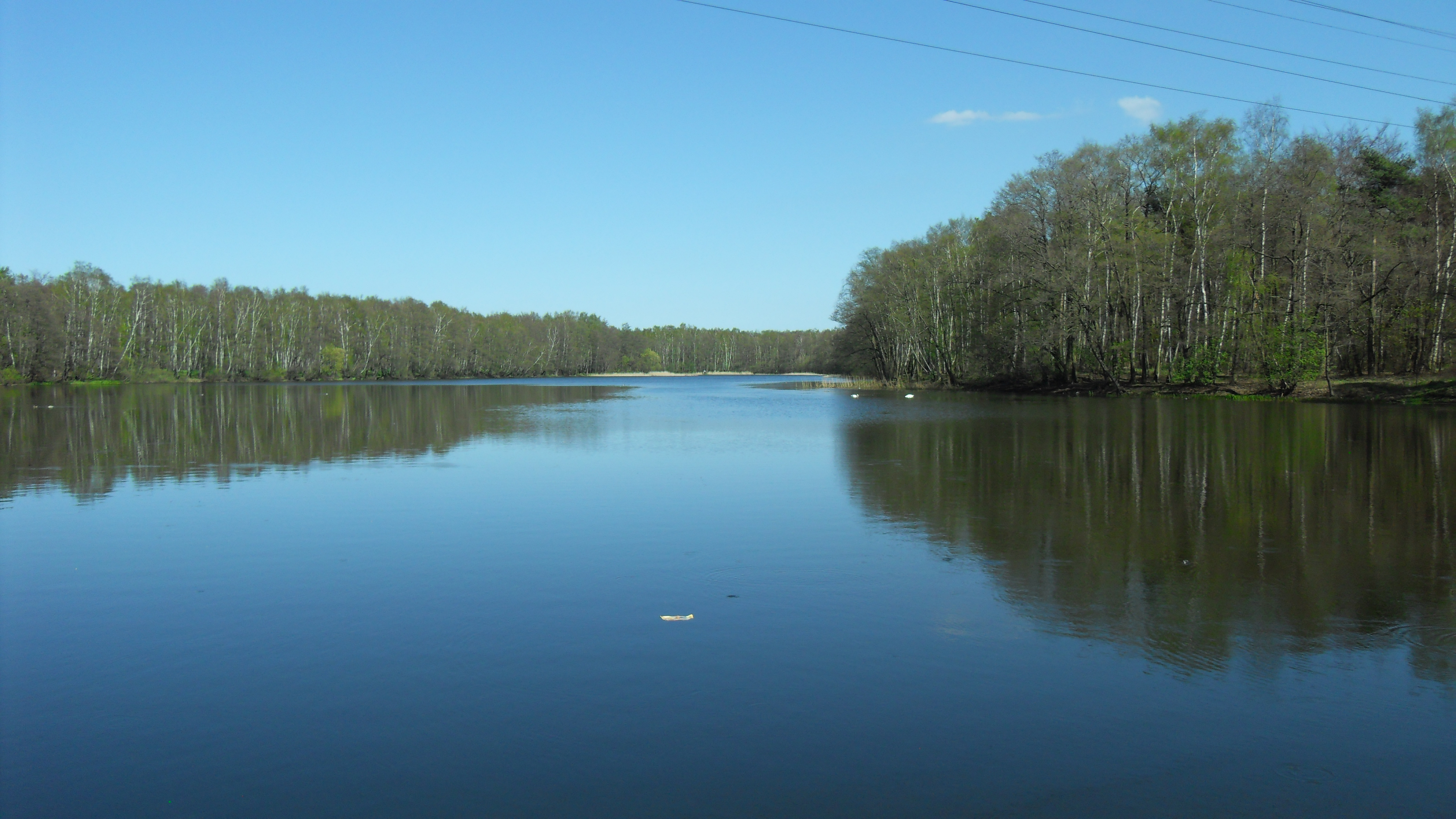
Der Große Heidsee

### Größe und Lage
Die 26,4 km² große Insel wird im Norden durch die Ostsee, auf allen anderen Seiten von Armen der Weichsel begrenzt, im Westen und Süden verläuft die Tote Weichsel (Martwą Wisłą) und im Osten die Kühne Weichsel (Wisłą Śmiałą). Die Ostgrenze der Insel entstand zwischen den Jahren 1840 nach einem Hochwasser, bei dem der Fluss die Dünen der Nehrung bei Neufähr durchbrach. Die Westerplatte wurde zur Halbinsel und kam etwas später hinzu, nachdem die Tote Weichsel zum Hafenkanal ausgebaut wurde. Der Bau des ehemaligen Kaiserhafens trennte bis 1904 den Holm (Wyspa Ostrów) endgültig von der Nehrung ab.
Auf der Insel liegen der 7,5 Hektar große Pusty Staw (Großer Heidsee), der Jezioro Zajęcze (Kleiner Heidsee)  und der vier Hektar große Jezioro Bursztynowe („Bernsteinsee“).

## Geschichte

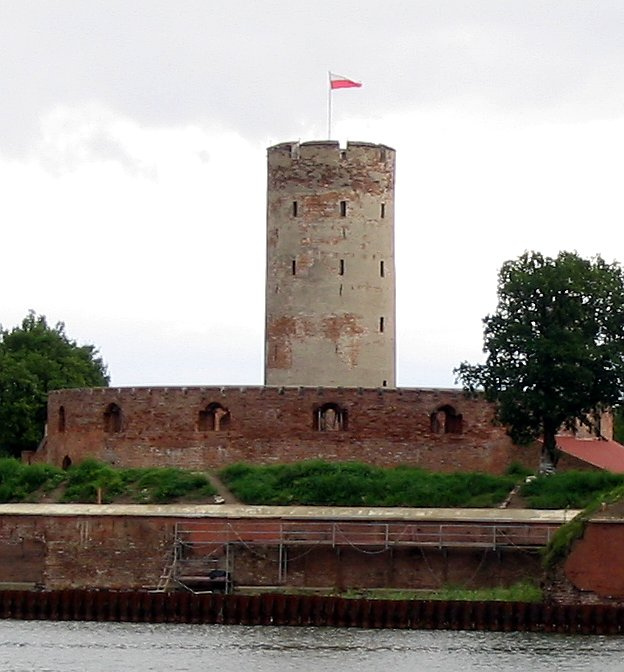
Festung Weichselmünde mit Leuchtturm

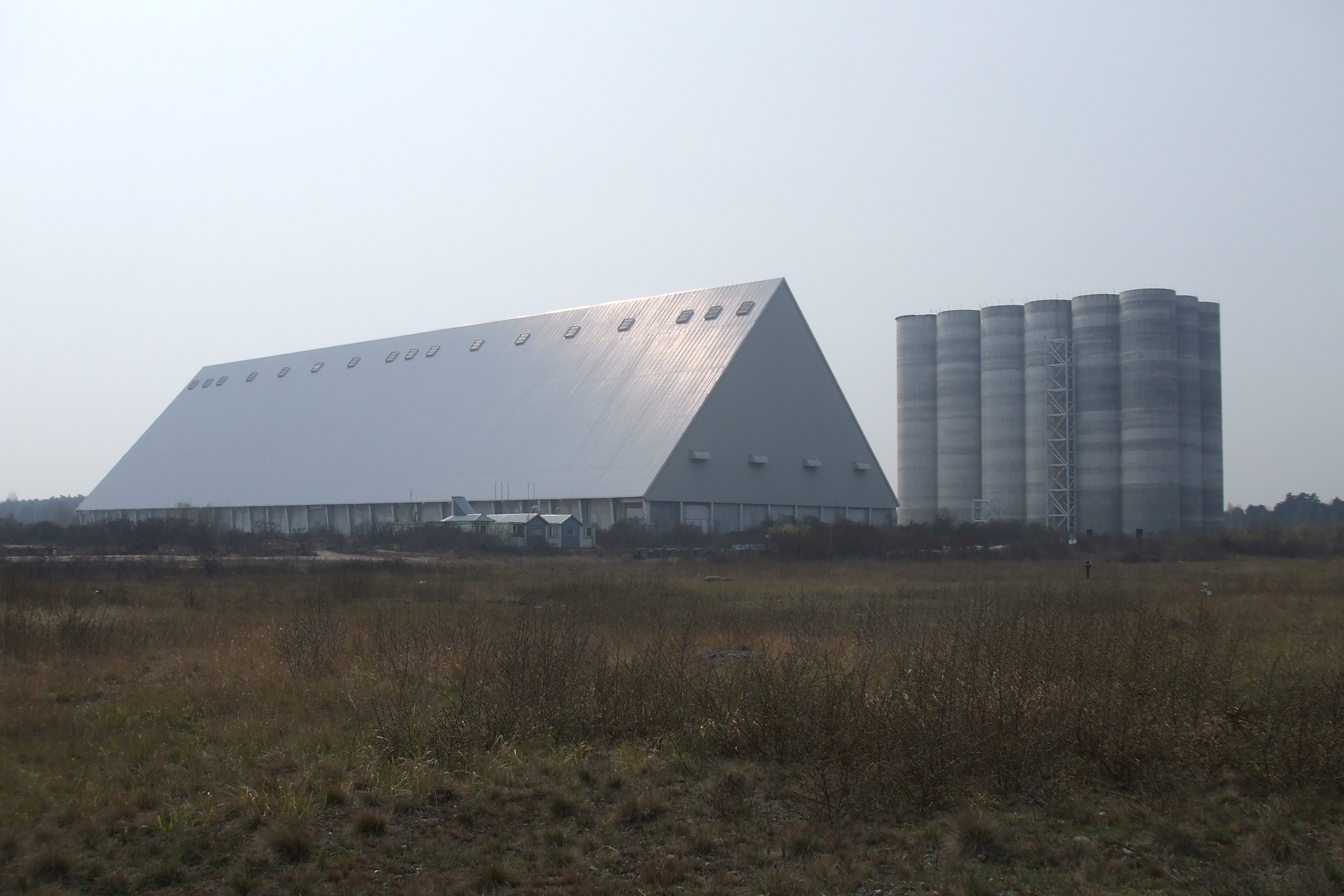
Lagerhalle und Silo im Bereich der ehemaligen Rieselfelder

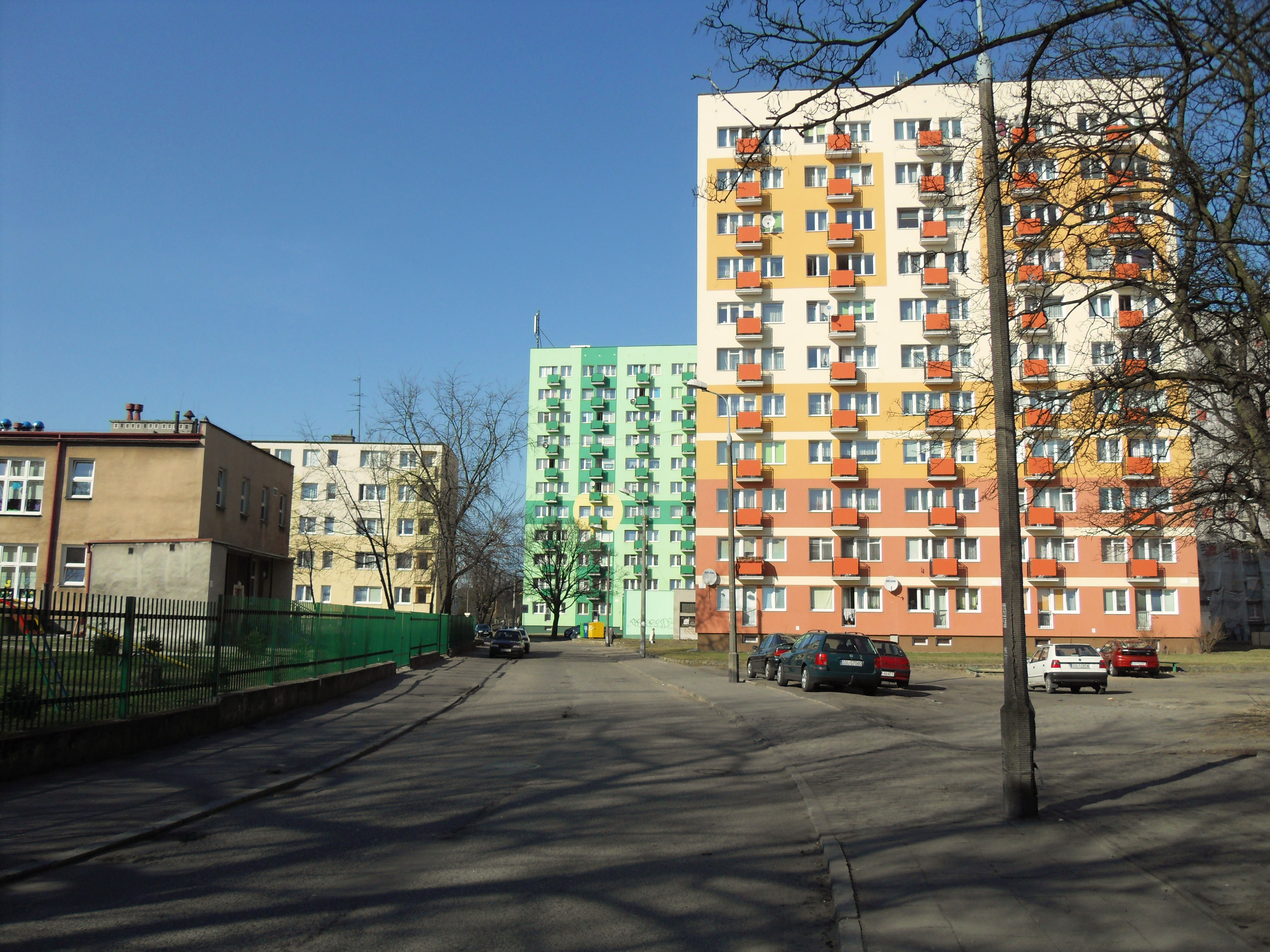
Hauptort Stogi (Heubude)

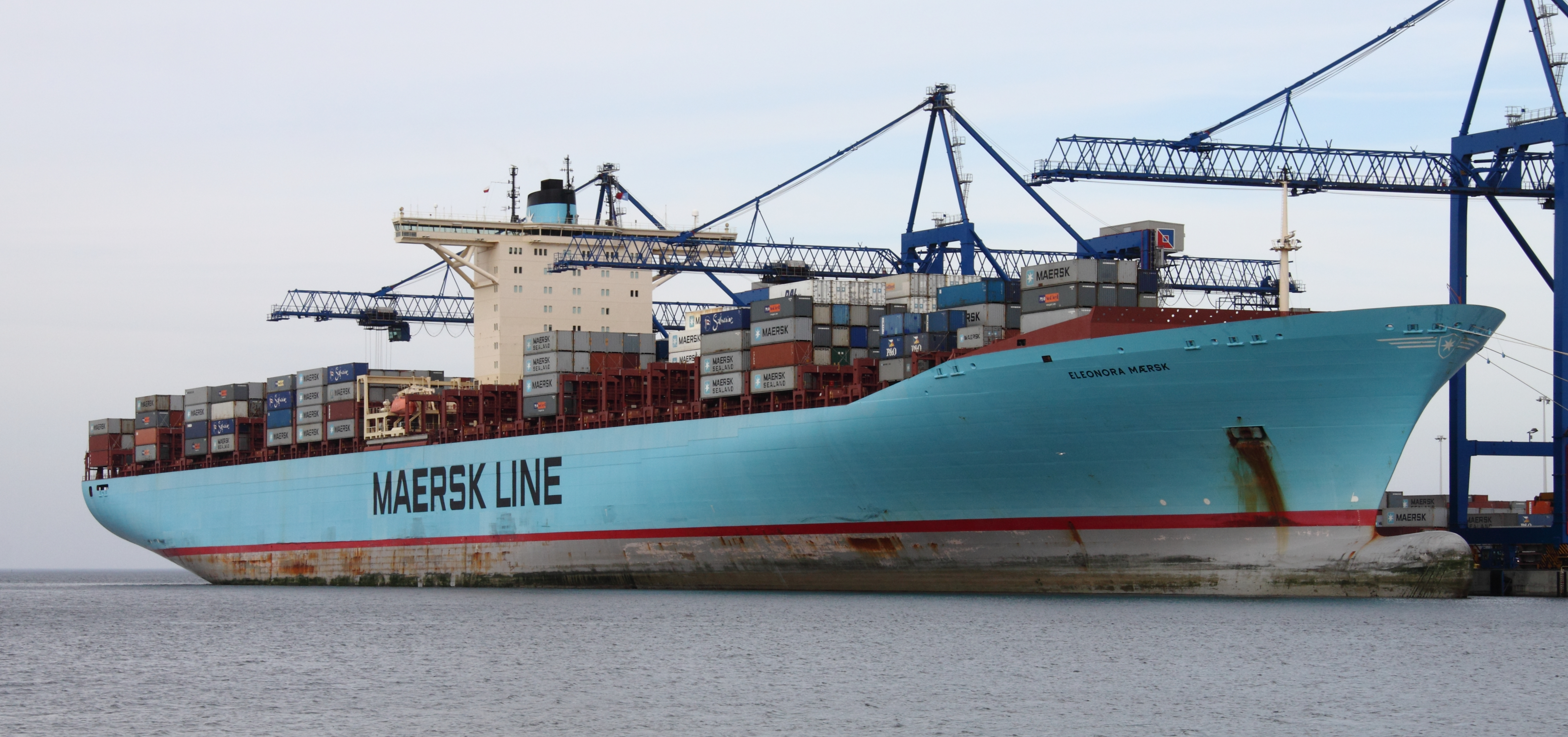
Eleonora Maersk am Tiefwasser-Container-Terminal (DCT)

Die Festung Weichselmünde (Twierdza Wisłoujście) wurde im 15. Jahrhundert angelegt um den damaligen Hafen der Hansestadt Danzig zu schützen. Der runde Turm wurde 1482 errichtet und diente bis 1758 als Leuchtturm. Die Pzerabka und das Ufer der Nehrung waren ein wichtiger Stapelplatz, an dem vor allem die großen Holzflösse aufgelöst wurden. In Krakau und auf der Krakauer Kämpe, einer nicht mehr bestehenden Insel, befanden sich zahlreiche Sägewerke und Holzhandelsbetriebe.
Die waldreiche Westerplatte wurde seit etwa 1830 zu einem Ostseebad für warme und kalte Seebäder ausgebaut, es war über Neufahrwasser mit der Straßenbahn oder per Dampfer zu erreichen. Ende des 19. Jahrhunderts wurden die Seebäder Weichselmünde und Heubude angelegt. Einen Aufschwung erhielt Heubude, nachdem in den 1920er Jahren eine Straßenbahnverbindung bis in Strandnähe eingerichtet wurde. Der Strand von Stogi ist auch heute noch sehr beliebt, wenn er auch durch die Anlage des Tiefwasserhafens verkleinert wurde. Der Badeort wird heute durch Hochhäuser geprägt. Die ehemaligen Rieselfelder der Stadt Danzig wurden im Westteil der heutigen Insel angelegt und werden in jüngster Zeit mit Logistikzentren überbaut.
Der Beschuss des polnischen Munitionslagers auf der Westerplatte am 1. September 1939 gilt als Beginn des Zweiten Weltkrieges. An die polnischen Verteidiger erinnert das 1966 eingeweihte Westerplatte-Denkmal.

## Orte
Administrativ ist die Insel in drei Gdańsker Stadtbezirke eingeteilt:
- Stogi: Der Bezirk hat 12.128 Einwohner und 11 km² Fläche, Heubude hatte 1910 3.114 Einwohner.
- Przeróbka (Pzerabka): Der Bezirk im Westen der Insel hat 4.816 Einwohner und 7,10 km² Fläche, Troyl hatte 1905 432 Einwohner. Weichselmünde (Wisłoujście, kaschubisch Minda) besteht nicht mehr, der Ort wurde bei Anlage einer Schwefelfabrik aufgelassen.
- Krakowiec-Górki Zachodnie: Der Bezirk im Osten der Insel mit 1.994 Einwohnern und 8,38 km² Fläche umfasst die Orte Krakowiec (Krakau, 1910: 536 Einw.) und Górki Zachodnie (Westlich Neufähr, 1905: 727 Einw.).

Die Orte wurden zwischen 1907 und 1914 eingemeindet.

## Verkehr
Die Insel ist durch mehrere Brücken an das Straßen- und Eisenbahnnetz der Stadt angebunden. Im April 2016 wurde der Tadeusza Gocłowskiego-Tunnel unter der Toten Weichsel dem Verkehr übergeben.

## Wirtschaft
- Ausgedehntes Öllager der Raffinerie der Grupa LOTOS
- Port Północny (Danziger Nordhafen)
- Deepwater Container Terminal (DCT)
- Logistikzentren und Güterbahnhof
- mehrere Werften